# Mogote de Santiago
Mogote de Santiago är en ort i Mexiko.   Den ligger i kommunen Matamoros och delstaten Tamaulipas, i den östra delen av landet, 700 km norr om huvudstaden Mexico City. Mogote de Santiago ligger 14 meter över havet och antalet invånare är 157.
Terrängen runt Mogote de Santiago är mycket platt. Runt Mogote de Santiago är det ganska tätbefolkat, med 134 invånare per kvadratkilometer. Närmaste större samhälle är Heroica Matamoros, 14,8 km nordost om Mogote de Santiago. Trakten runt Mogote de Santiago består till största delen av jordbruksmark.